# The Noose
The Noose este un film mut american din 1928 creat în genul dramă, fiind o adaptare a piesei de teatru The Noose, a lui Willard Mack. }n rolurile principale sunt Richard Barthelmess, Montagu Love, Robert Emmett O'Connor și Thelma Todd. Filmul a fost adaptat de Garrett Graham și James T. O'Donohoe. A fost regizat de John Francis Dillon, iar performanța lui Richard Barthelmess a dus la nominalizarea acestuia la premiul Oscar pentru cel mai bun actor, la prima ediție a premiilor.
Filmul se află la Museum of Modern Art din New York. Piesa a stat, de asemenea, la baza filmului realizat de Paramount Pictures, I’d Give My Life (1936).

## Distribuție
- Richard Barthelmess în rolul Nickie Elkins
- Montagu Love în rolul Buck Gordon
- Robert Emmett O'Connor în rolul Jim Conley
- Jay Eaton în rolul Tommy
- Lina Basquette în rolul Dot
- Thelma Todd în rolul Phyllis
- Ed Brady în rolul Seth McMillan
- Fred Warren în rolul pianistul Dave
- Alice Joyce în rolul doamnei Bancroft
- Will Walling în rolul Warden
- Robert T. Haines în rolul guvernatorului
- Ernest Hilliard în rolul Craig
- Emile Chautard în rolul preotului
- Romaine Fielding în rolul judecătorului
- Yola d'Avril în rolul fetei de la cabaret
- William B. Davidson în rolul Bill Chase
- Mike Donlin în rolul chelnerului
- Joseph W. Girard în rolul căpitanului gărzilor
- Bob Kortman în rolul condamnatului la moarte
- Ivan Linow în rolul condamnatului la moarte
- Charles McMurphy în rolul patronului de bar
- Monte Montague în rolul gardianului
- George H. Reed în rolul colegului de celulă al celui condamnat la moarte
- Hector Sarno în rolul rivalului din cartier
- Harry Semels în rolul chelnerului
- Charles Sullivan în rolul chelnerului șef